# 李源發
李源發（1954年—），台灣苗栗縣頭屋鄉人，台灣科學家，客家詩人，專長客家七言詩。曾任中山科學研究院系統發展中心組長，2009年2月28日退休，現任健行科技大學工學院材料學程兼任助理教授。

## 學歷
- 國立中央大學機械工程博士
- 美國紐約工藝大學機械工程碩士
- 逢甲大學機械工程學士

## 主要經歷
- 中山科學研究院飛彈火箭研究所系統負責人、課長、副廠長、組長、主任工程師。
- 大學兼任助理教授
- 中國造船公司助理工程師

## 所獲獎項
- 2006年薪傳客詞獎[1]